# Liste der Kulturdenkmäler in Beberbeck
Die folgende Liste enthält die in der Denkmaltopographie ausgewiesenen Kulturdenkmäler auf dem Gebiet des Ortsteils Beberbeck der  Stadt Hofgeismar, Landkreis Kassel, Hessen.
Hinweis: Die Reihenfolge der Denkmäler in dieser Liste orientiert sich an der Anschrift, alternativ ist sie auch nach der Bezeichnung oder der Bauzeit sortierbar.
Kulturdenkmäler werden fortlaufend im Denkmalverzeichnis des Landes Hessen durch das Landesamt für Denkmalpflege Hessen auf Basis des Hessischen Denkmalschutzgesetzes (HDSchG) geführt. Die Schutzwürdigkeit eines Kulturdenkmals hängt nicht von der Eintragung in das Denkmalverzeichnis des Landes Hessen oder der Veröffentlichung in der Denkmaltopographie ab.

Diese Liste enthält auch die Kulturdenkmäler im Ortsteil Sababurg.

## Beberbeck
| Bild                         | Bezeichnung                         | Lage | Beschreibung | Bauzeit         | Daten |
| ---------------------------- | ----------------------------------- | ---- | --- | --------------- | ----- |
| Bild gesucht BW              | Gesamtanlage Beberbeck              | Lage | Das ehemalige kurfürstliche und königliche Gestüt ist eine geplante symmetrische Anlage des 19. Jahrhunderts und steht als Gesamtanlage unter Schutz. | 19. Jahrhundert |       |
| Neuer Gestütshof             | Neuer Gestütshof                    | Lage | Nach Plänen der Kasseler Architekten Johann Konrad Bromeis und Friedrich Gotthelf Breithaupt als klassizistisches Parkschloss erbaut.                 | 1837 bis 1840   |       |
| Garagen und Wäschereigebäude | Garagen und Wäschereigebäude        | Lage | Zwei eingeschossige Pavillons | 1930er Jahre    |       |
| Offiziantenhaus              | Offiziantenhaus                     | Lage | Als Pendant zum Schloss mit einem dreigeschossigen Mittelbau und Seitenflügeln erbaut.                                                                | 1829            |       |
| Alter Gestütshof             | Alter Gestütshof                    | Lage | Gaststättengebäude, ursprünglich von Giovanni Ghezzi als Beamtenhaus erbaut. Umbau in die heutige Form war 1826 bis 1829.                             |                 |       |
| Domänenhof                   | Domänenhof                          | Lage | |                 |       |
| Bild gesucht BW              | Arbeiterhäuser des 20. Jahrhunderts | Lage | | 1930er Jahre    |       |

## Sababurg
| Bild            | Bezeichnung           | Lage                                                                             | Beschreibung     | Bauzeit         | Daten |
| --------------- | --------------------- | -------------------------------------------------------------------------------- | ---------------- | --------------- | ----- |
| weitere Bilder  | Gesamtanlage Sababurg | Lage                                                                             |                  | 16. Jahrhundert |       |
| weitere Bilder  | Burg                  | LageFlur: 4, Flurstück: 14/2, 15/2, 15/3, 16, 21/17, 23/18, 24/15, 25/17         |                  |                 |       |
| Gestüt          | Gestüt                | LageFlur: 4, Flurstück: 4/1, 6/1, 9/1, 20, 26/11, 27/19, 28/11, 29/19            |                  |                 |       |
| Bild gesucht BW | Gasthaus Malzfeldt    | Sababurger Straße LageFlur: 3, Flurstück: 22/8, 22/9                             | 2012 abgebrochen |                 |       |
| Bild gesucht BW | Forsthaus             | Sababurger Straße (zwischen Gottsbüren und Sababurg) LageFlur: 1, Flurstück: 9/5 |                  | um 1900         |       |